# Шкала интеллекта Стэнфорд — Бине
Шкала́ интелле́кта Стэ́нфорд — Бине́  (англ. Stanford-Binet Intelligence Scale) — шкала для оценки интеллекта, разработанная в 1916 году. В тесте используется единый показатель уровня интеллекта — IQ. Коэффициент интеллекта равен частному умственного возраста испытуемого и его реального возраста, умноженному на 100. Оба возраста измеряются в месяцах.
В настоящее время шкала Стэнфорд — Бине используется преимущественно в западных странах для оценки готовности к школе, распределения учеников в школы разного уровня и при поступлении в вузы.

## История

### Первая редакция. Шкала Бине — Симона
В начале 1900-х годов во Франции было введено обязательное всеобщее образование. В связи с этим возникла необходимость отделения детей потенциально способных к обучению от детей с врождёнными дефектами, для которых создавались специальные школы. Альфреду Бине было поручено создать методики, по которым можно было бы оценивать будущих учеников.
А. Бине вместе с Т. Симоном провели эксперименты по изучению внимания, памяти и мышления у детей разных возрастов. Они определили, какие требования предъявляются детям в начальной школе (повторять фразы, знать названия частей тела, сравнивать между собой отрезки и т. д.), предложили задания по этим пунктам детям разных возрастов, а потом отобрали те задания, с которыми справлялись 50—80 % детей каждого возраста. В итоге было отобрано 10 наборов по 6 заданий, каждый набор соответствовал возрасту от 3 до 12 лет.
Сам А. Бине вначале предлагал лишь сравнивать два показателя — реальный или хронологический возраст и умственный. Умственным возрастом называется показатель успешности выполнения тестовых заданий, которые сгруппированы по возрастам. Определяется «базовый возраст», то есть максимальный возрастной уровень, ниже которого ребёнок может выполнить все задания. За каждое выполненное задание выше «базового возраста» прибавляется определённое количество месяцев. Умственный возраст — сумма «базового возраста» и дополнительных месяцев. Абсолютной мерой интеллекта является разница между умственным возрастом и хронологическим.
Первое представление шкалы интеллекта получило название Шкала Бине — Симона, она была опубликована в 1905 году. В этой шкале присутствовали и перцептивно-сенсорные задания, и вербальные, которые позволяли выявить способности к суждению, понимаю, рассуждению. Именно вербальные способности А. Бине считал основными компонентами интеллекта.
Немного позже У. Штерн заметил, что в разных возрастах различия между умственным и хронологическим возрастом имеют разное значение. Например, для 5-летного ребёнка разница в 30 месяцев означает различия в половину реального возраста, а для 12-летнего это различие составляет лишь пятую часть реального возраста. Для 5-летнего это различие более значительно. В связи с этим немецкий психолог в 1912 предположил вычислять соотношение хронологического и умственного возраста. Так появилась формула для расчёта коэффициента IQ. В этом случае IQ=100 считается средним, стандартное отклонение σ = 16. То есть, если ребёнок набирает меньше 84 баллов, он считается умственно отсталым, а если больше 116, то — одарённым.

### Вторая редакция
Вторая редакция шкалы была выпущена в 1916 году, когда тесты Бине попали в США, где были адаптированы Льюисом Терменом под американскую выборку. Исследование было проведено в Стэнфордском университете, поэтому полученную шкалу назвали шкалой Стэнфорд — Бине. Л. Термен впервые разработал подробную инструкцию о проведении теста и интерпретации результатов.
Вторая редакция шкалы Стэнфорд — Бине подвергалась критике. В частности, критиковалось следующее:
- Акцент делается на вербальные способности, что приводит к низким результатам у людей, язык тестирования для которых не является родным;
- Задания в тесте очень короткие, что не даёт возможность оценить настойчивость ребёнка при их решении;
- Отсутствует уровень 11 лет. Могут возникнуть трудности при интерпретации, если ребёнок справился со всеми заданиями для 10 лет, но не смог выполнить ни одного для 12 лет;
- Также возникают трудности при интерпретации ситуации, когда правильные ответы ребёнка равномерно распределены на нескольких возрастах;
- Сам Л. Термен отмечал, что тестовые задания слишком лёгкие для младших возрастов, а для старших слишком сложные.

Несмотря на критику, в целом к шкале сохранялось положительное отношение. Работа Л. Термена считалась образцовой на протяжении двух десятилетий.

### Третья и четвёртая редакции
Некоторые пункты критики были учтены в следующей, третьей версии шкалы, выпущенной в 1937 году.
Четвёртая редакция шкалы Стэнфорд — Бине была выпущена в 1986 году. Она охватывала возраста от 2 до 23 лет. Состояла из 15 заданий, сгруппированных в четыре группы по когнитивным способностям. Термины «интеллект», «умственный возраст» и «IQ» уже не используются для измерения интеллекта, вместо них употребляются «когнитивное развитие» и «стандартный возрастной балл». Стандартный возрастной балл и является результатом теста, вместо коэффициента IQ.

### Пятая редакция
Пятая редакция шкалы Стэнфорд — Бине была опубликована в 2003 году. С её помощью можно тестировать детей с 2 лет. В пятой редакции шкалы подразумевается наличие 5 факторов интеллекта, взятых из теории Кэттелла-Хорна-Кэрролла. Это флюидный (подвижный) интеллект, знания, количественный интеллект, визуально-пространственное восприятие и рабочая память.
Тест включает в себя 10 субтестов с вербальными и невербальными заданиями. У каждого вербального субтеста есть своя невербальная «копия». Это такие двигательные реакции, как наведение на объект или манипулирование объектами. Они были включены в тест, чтобы выделить индивидуальные различия у носителей разных языков в мультикультурных обществах. В зависимости от возраста и возможностей человека тест может длиться от 15 минут до 1 часа 15 минут.
Также в пятой редакции был изменён способ подсчёта баллов. В связи с этим стало возможным получать информацию о 4 составляющих интеллекта человека, 5 вышеуказанных факторах и 10 различных субтестах. Для повышения точности процесс подсчёта автоматизирован.
Ещё одним отличием пятой редакции шкалы является интерпретация баллов. Так, средним результатом считается коэффициент IQ от 90 до 109, от 80 до 89 и от 110 до 119 — показатели ниже или выше среднего. Пограничными значениями нормы считаются интервалы 70-79. А люди с коэффициентом 130 и выше считаются, согласно 5 редакции, одарёнными.

## Применение
Тест состоит из четырёх частей:
- Вербальные рассуждения;
- Количественные рассуждения (вычисления);
- Абстрактно-визуальные рассуждения;
- Кратковременная память.

Суммарный балл представляется в виде коэффициента IQ.
Обработка теста должна выполняться сразу после его предъявления, так как следующие задания даются в зависимости от того, выполнил ли ребёнок предыдущие. Тестирование детей младших возрастов обычно занимает 30—40 минут.
Кроме балла IQ, тест Стэнфорд — Бине позволяет получить представление о некоторых личностных качествах ребёнка (активность, способность сосредоточиться, усердие, уверенность в себе). Качественные наблюдения должны фиксироваться, а затем интерпретироваться независимо от результатов теста.
Тест Стэнфорд — Бине может использоваться как для оценки способностей нормальных детей, так и для детей с особенностями развития. Г. Лефрансуа пишет, что тест может служить ранним диагностическим тестом для выявления аутизма, также для выявления одарённых детей.
Квалификация экспериментатора очень важна для проведения теста Стэнфорд — Бине. Для того, чтобы получить достоверные результаты необходим исключительно опытный экспериментатор, так как медлительность, нерешительность или незначительные изменения в формулировках заданий могут значительно повлиять на результаты теста.